# 1,4-Dinitrobenzol
Az 1,4-dinitrobenzol szerves vegyület, egyike a három C6H4(NO2)2 képletű dinitrobenzol izomernek, ez közülük a legszimmetrikusabb. Sárga színű, szerves oldószerekben oldódó szilárd anyag. Előállítható 4-nitroanilinból diazotálással, majd azt követő nátrium-nitrites kezeléssel réz katalizátor jelenlétében.

## Fordítás
Ez a szócikk részben vagy egészben  a(z)   1,4-Dinitrobenzene című angol Wikipédia-szócikk ezen változatának fordításán alapul.  Az eredeti cikk szerkesztőit annak laptörténete sorolja fel. Ez a jelzés csupán a megfogalmazás eredetét és a szerzői jogokat jelzi, nem szolgál a cikkben szereplő információk forrásmegjelöléseként.